# Raster Image Process
Der Raster Image Prozessor (kurz RIP) ist ein Begriff aus der digitalen Druckvorstufe.
Moderne Layout- und Vorstufenprogramme schreiben ihre Ausgabedaten in eine PostScript-Datei oder senden PostScript-Daten direkt an das Ausgabegerät. Die Ausgabegeräte müssen nun aus der vektorbasierten Seitenbeschreibung eine Rastergrafik für die Belichtung generieren. Diese Aufgabe übernimmt der RIP, der die PostScript-Daten verarbeitet, die einzelnen Grafik-Objekte berechnet und eine belichtungsfähige Vorlage in allen Details erzeugt.
Man unterscheidet dabei
- Hardware-RIPs, d. h. der Rechenprozess wird von einer speziell dafür konstruierten Hardware übernommen
- Software-RIPs, d. h. der Rechenprozess läuft als Prozess oder Dienst auf dem Rechner des Ausgabegerätes

Hardware-RIPs hatten in den Anfängen des Desktop-Publishing deutliche Geschwindigkeitsvorteile, waren aber teurer und konnten oft nicht oder nur aufwendig auf neuere PostScript-Versionen aufgerüstet werden. Software-RIPs sind heute Standard, da die Rechenleistung moderner Prozessoren dafür ausreicht, meist werden diese Rechner mit mehreren Prozessoren und großem Arbeitsspeichern ausgerüstet und sind durch neue Softwareversionen einfach aufrüstbar.